# Giulio Falcone
Giulio Falcone (ur. 31 maja 1974 roku w Atri) – były włoski piłkarz występujący na pozycji środkowego obrońcy.

## Kariera klubowa
Giulio Falcone zawodową karierę rozpoczynał w 1993 roku w Torino Calcio. Miejsce w podstawowej jedenastce tego zespołu wywalczył sobie w sezonie 1994/1995, kiedy to wystąpił w 30 ligowych pojedynkach. Łącznie dla ekipy "Granata" włoski obrońca rozegrał 63 spotkania, po czym latem 1996 roku przeniósł się do Fiorentiny. W zespole tym od razu znalazł sobie miejsce w pierwszym składzie, a w sezonie 1998/1999 udało mu się zadebiutować w rozgrywkach Pucharu UEFA. Następnie Falcone podpisał kontrakt z Bologną. Na Stadio Renato Dall'Ara Giulio spędził cztery sezony, w trakcie których zdołał rozegrać 101 meczów.
Latem 2003 roku włoski obrońca po raz kolejny zmienił klub. Przeniósł się do beniaminka Serie A – Sampdorii. Falcone bez większych problemów zdołał przebić się do podstawowego składu i w pierwszym sezonie gry dla Dorii w dużym stopniu przyczynił się do wywalczenia przez swój zespół awansu do Pucharu UEFA. Łącznie dla "Blucerchiatich" włoski gracz wystąpił w 102 spotkaniach ligowych, po czym w letnim okienku transferowym w 2007 roku trafił do Parmy. W sezonie 2007/2008 spadł z nią do drugiej ligi, jednak już podczas kolejnych rozgrywek Parma powróciła do pierwszej ligi. W 2009 roku kontrakt Falcone z drużyną wygasł i Włoch pozostał bez klubu. Następnie piłkarz zakończył swoją karierę.

## Kariera reprezentacyjna
Falcone ma za sobą występy w młodzieżowej reprezentacji Włoch do lat 21, dla której rozegrał siedem meczów. Wcześniej był członkiem drużyny do lat 18, ale nie zaliczył dla niej żadnego występy. W dorosłej kadrze zadebiutował 16 sierpnia 2006 roku w przegranym 2:0 pojedynku przeciwko Chorwacji. W spotkaniu tym zadebiutowali także ówcześni koledzy klubowi Falcone – Christian Terlizzi, Gennaro Delvecchio oraz Angelo Palombo. Jak się później okazało był to jedyny mecz wychowanka Torino w drużynie narodowej.